# Patrocini

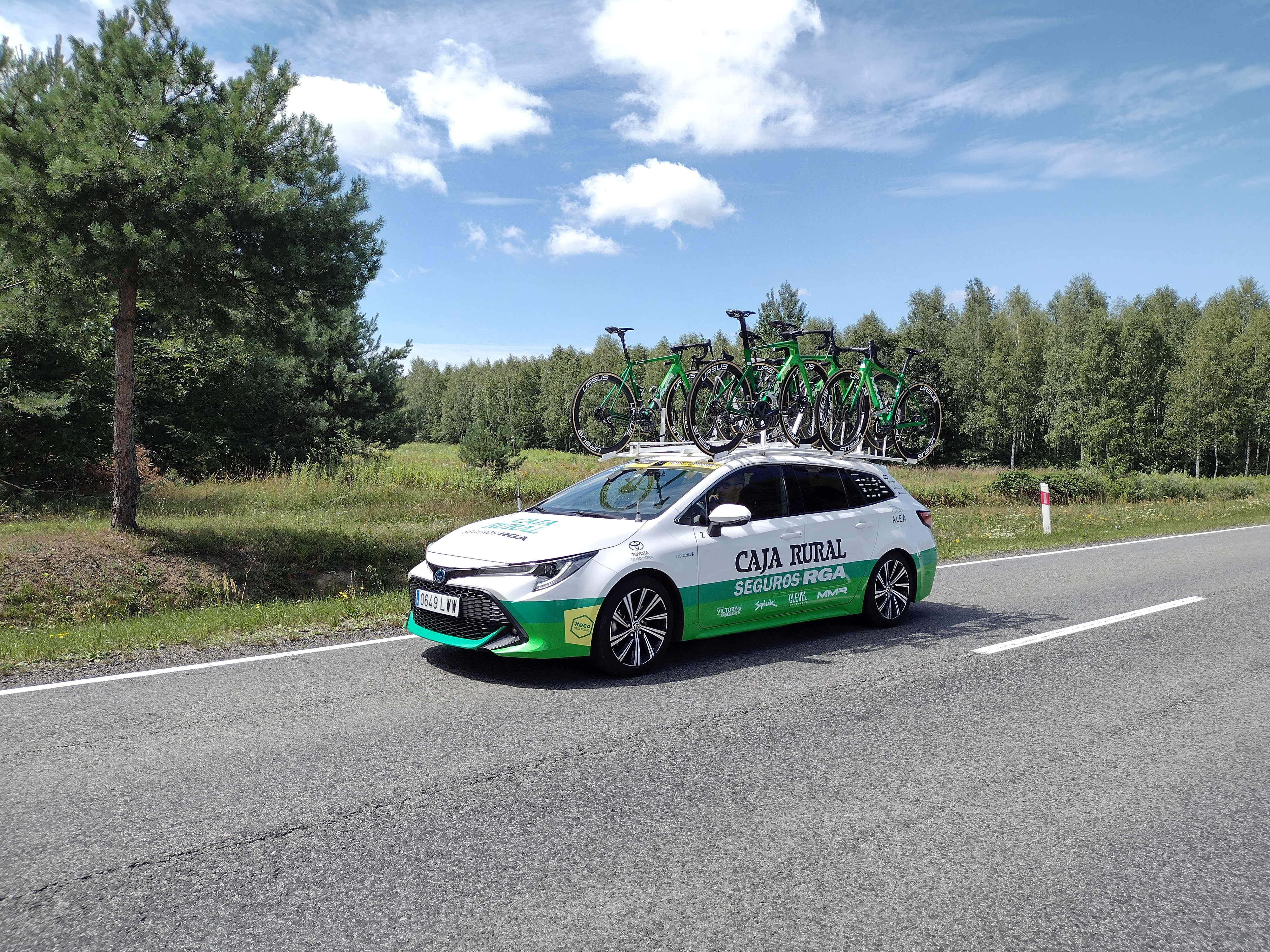
Cotxe de l'equip ciclista Caixa Rural-Assegurances RGA a la Volta a Polònia.(2022)

El locutor radiofònic Harry Caray amb un micròfon patrocinat per Griesedieck Brothers (foto promocional, 1951)

El patrocini és el conveni entre una persona, física o jurídica i una altra amb la finalitat que aquest presenti la marca o el producte que vol promoure l’empresa patrocinadora. A la primera se la sol anomenar patrocinador i a la segona patrocinat. El patrocinador sol buscar un posicionament de marca concret associant-la a una activitat de cert prestigi. Per la seva banda, el patrocinat rep de l'empresa patrocinadora una contraprestació, normalment econòmica o en material.
És una de les estratègies de màrqueting més antigues que té un rellevància elevada en l'actualitat, amb un valor de negoci generat de 97.400 milions de dòlars a l’any i en creixement (2022). En un acord de patrocini es cerca una part (patrocinador) que pugui utilitzar la seva influència per impulsar la carrera del patrocinat, però el com es fa possible depèn de molts factors. Hi ha diversos tipus de patrocinis. Les empreses de tota una gamma d’indústries, així com les empreses de serveis professionals, han apostat per les iniciatives de patrocini per millorar l’avançament professional dels seus patrocinats diversos. A diferència dels mentors que ofereixen suport moral o coaching, els patrocinadors gasten el seu propi capital econòmic per fer avançar més els patrocinats, a través de l’advocacia i altres moviments tàctics. La gestió del patrocini és una tasca complexa que requereix una combinació d’estratègies i eines. Per obtenir tots els beneficis de les relacions de desenvolupament i crear un “patrocini autèntic”, les empreses han de centrar-se en dues qualitats vitals: l’advocacia pública i l’autenticitat relacional. L’advocacia pública és un procés unidireccional en què els “sèniors” utilitzen el seu poder per ajudar els “júniors” a obtenir oportunitats de carrera.
Els factors clau per a l’èxit dels patrocinis inclouen l’enfocament en l’aliança de la marca, la consciència, la contribució positiva, l’exclusivitat, un enfocament dirigit i la longevitat. Les marques poden forjar associacions exitoses que deixen una impressió duradora en el seu públic i contribueixen significativament al seu creixement i reconeixement en el mercat.

## Patrocini i mecenatge
El patrocini i el mecenatge són dues formes de suport financer que les empreses poden proporcionar, però tenen diferències clau. El patrocini es formalitza mitjançant un contracte privat de caràcter mercantil, que ha d’estar relacionat amb l’activitat de l’empresa i té com a finalitat l’obtenció d’ingressos. Aquest sol ser més ampli i pot referir-se a qualsevol tipus de suport, mentre que el mecenatge sol anomenar-se quan un patrocini es realitza sobre un tema artístic o cultural.